# Giuseppe Lippi
Giuseppe Lippi (Stella Cilento, 3 luglio 1953 – Pavia, 15 dicembre 2018) è stato un curatore editoriale, scrittore, traduttore e critico letterario italiano, attivo in particolare nel campo della fantascienza e del fantastico; dal 1990 alla morte è stato il curatore del mensile Mondadori Urania.

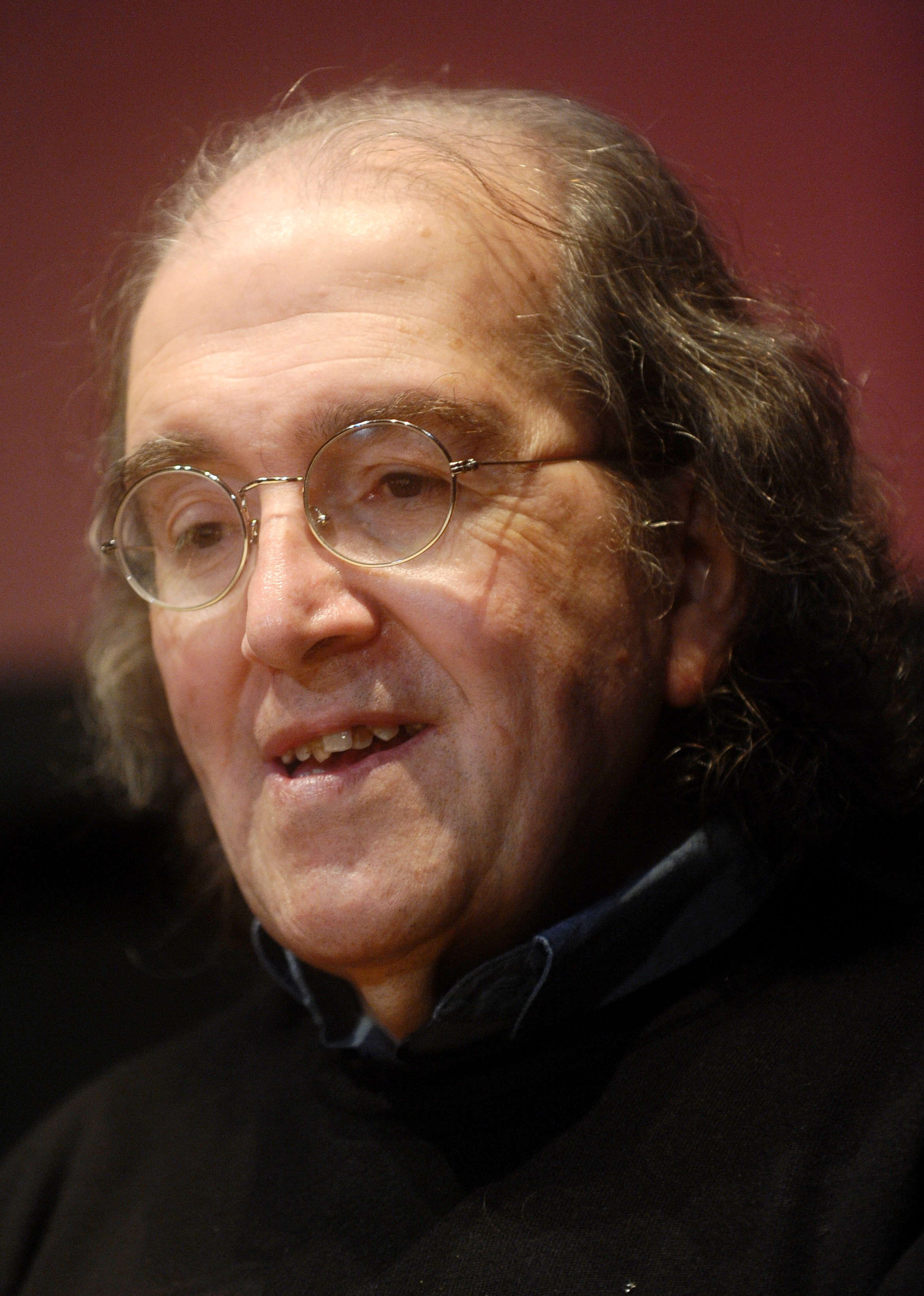
Giuseppe Lippi a Lucca Comics & Games 2018

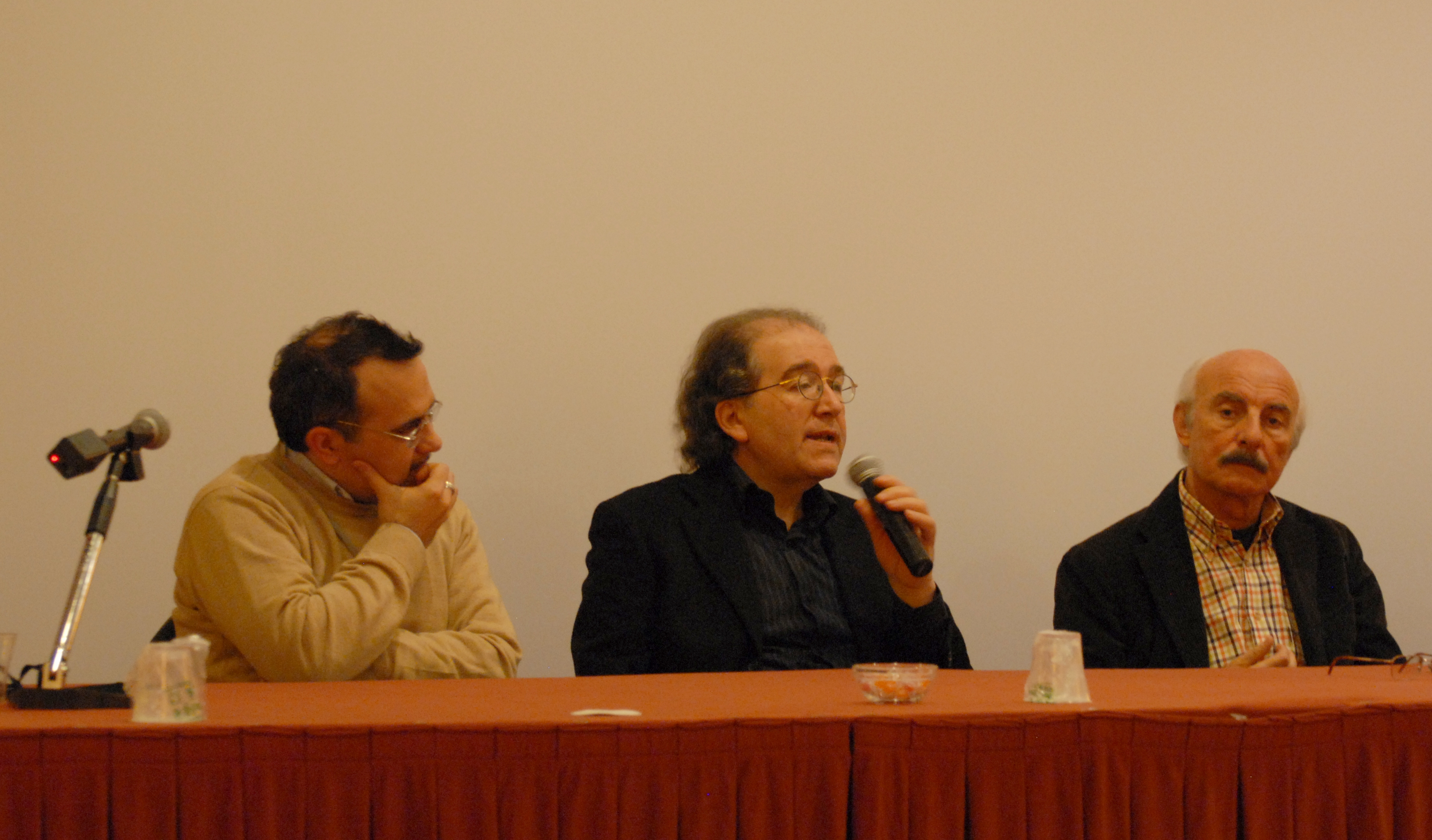
Francesco Verso, Giuseppe Lippi, Vittorio Catani, convention Deepcon 11 / Italcon 2010, Il sesso nella fantascienza italiana: strumento di conoscenza, oppio dei popoli o magia sexualis.

Come scrittore di fantascienza ha utilizzato lo pseudonimo P. Kettridge, Jr. e come traduttore Ettore Mancino.

## Biografia
Dopo aver vissuto lungamente a Napoli (1958-71) si è trasferito a Trieste dove ha collaborato con il Festival internazionale del film di fantascienza (1976-1977) e con il quotidiano Il Piccolo. Studente di Lettere moderne, è attivo in campo editoriale dal 1976, quando ha cominciato a collaborare con la rivista Robot diretta da Vittorio Curtoni. 
Nel 1977 si è laureato con lode, poi si è trasferito a Milano, impiegandosi alla Armenia Editore. Qui, oltre a coadiuvare Curtoni nel quotidiano lavoro redazionale, ha diretto le sue prime collane di narrativa fantastica: I Libri di Robot, I libri della paura, Psyco. Nel 1979, dopo la chiusura di Robot, è uscito da Armenia e ha cominciato un'intensa attività di traduttore per Mursia, Arnoldo Mondadori Editore e altri. 
Tra il 1980 e il 1998 ha lavorato in stretta sintonia con i responsabili degli Oscar Mondadori Glauco Arneri, Ferruccio Parazzoli e Leone Buonanno, curando le collane Oscar fantascienza, fantasy e horror. 
È tornato brevemente a Napoli nel 1986 in occasione del suo primo matrimonio, ma nel 1988 si è spostato definitivamente nel milanese, risiedendo a Vigevano (Pavia). Tra il 1989 e il 1992 ha realizzato, per gli Oscar Mondadori, un'edizione in quattro volumi di Tutti i racconti di Howard Phillips Lovecraft e dal 1990 ha assunto la direzione della collana di fantascienza Urania. I principali interessi di Lippi sono stati la letteratura fantastica, i suoi illustratori (ha pubblicato con Mazzotta un volume su Virgil Finlay, Bellezza, terrore e fantascienza, 1980), il giallo, i fumetti e il cinema, argomenti su cui è frequentemente tornato con una copiosa produzione saggistica. Con Vittorio Curtoni ha pubblicato, da Gammalibri, una Guida alla fantascienza (1978). 
Dopo aver tenuto una rubrica su Linus negli anni ottanta, è diventato un assiduo collaboratore del mensile Letture e degli Almanacchi Bonelli.
Su Urania ha proposto un ampio ventaglio di generi. Sono apparsi, durante la sua gestione, testi di Michael J. Harrison, Michael Swanwick, Amanda Prantera, William Gibson, Bruce Sterling, Stanisław Lem, le prime opere di Joe R. Lansdale, i romanzi di Valerio Evangelisti, Luca Masali e Nicoletta Vallorani, oltre ai racconti più recenti di Greg Egan e Charles Stross. Ha ri-scoperto la fantascienza francese di qualità proponendo il suo autore, forse, più famoso: Jacques Spitz di cui ha curato la pubblicazione di inediti. Riteneva la fantascienza una delle forme più vitali del racconto fantastico e che le sue contaminazioni con il fantasy da una parte, e l'hard science dall'altra, promettessero di essere le strade più interessanti della sua evoluzione futura. Con questi brevi versi è precisato il suo approccio al fantastico: 
Di rinunce, d'affanno e d'astinenza,
Ma io dico al lettor che ha sapienza
Quest'adagio ripeti: Pazienza e Fantascienza.»
(Giuseppe Lippi)

## Opere

### Saggistica
- Fant'italia. Emergenza, apoteosi e riflusso del fantastico nel cinema italiano, Ed. Festival internazionale del film di fantascienza, Trieste 1976 (con Lorenzo Codelli).
- Guida alla fantascienza, Gammalibri, Milano 1978 (con Vittorio Curtoni).
- Virgil Finlay. Bellezza, terrore e fantascienza, Mazzotta, 1980, ISBN 9788820204600.
- 2001 Odissea nello spazio: dizionario ragionato, Le Mani, Recco (GE) 2008.
- Il futuro alla gola. Una storia di "URANIA" dagli anni cinquanta al XXI secolo, Profondo Rosso, 2015, ISBN 9788895294957.

### Romanzi brevi
(come P. Kettridge, Jr.)
- Viaggio imbarazzante, in Urania Millemondi n° 15, 1998, Mondadori, Milano.
- L'isola in mezzo al pacifico, in Urania Millemondi n° 23, 1999, Mondadori, Milano.

### Racconti
- La traduzione perduta del Necronomicon, in: AA.VV. Necronomicon. Il libro segreto di H. P. Lovecraft, pag. 213; , Fanucci Editore, Roma, 1979.
- Non ho bocca e voglio bere con Vittorio Curtoni, in: AA.VV. Raccolta Robot 14, Armenia Editore, tradotto in francese come: Je n'ai pas de bouche et il faut que je boive in : Demain l'Italie... OPTA ed., Parigi 1979.
- Come Antonelli risolse il caso, in : AA.VV. Nova SF* numero 56, Perseo libri, 2002
- Il lago d'inferno, in: AA.VV. Tutta un'altra cosa , Urania numero 1500, Arnoldo Mondadori Editore, Milano 2005.
- Tira il grilletto, Malaparte, in AA.VV. Anime Nere Reloaded, Piccola Biblioteca Oscar Mondadori numero 602, Arnoldo Mondadori Editore, Milano 2008.
- Casa Howard, in AA.VV.. Bran Mak Morn, Epix numero 7, Arnoldo Mondadori Editore, Milano 2009.

### Opere curate
(elenco parziale)
- 150 anni in giallo, Mondadori, Milano 1989.
- H. P. Lovecraft, Tutti i racconti (4 volumi), Milano, Arnoldo Mondadori Editore, 1989-1992.
- H. P. Lovecraft, Il meglio dei racconti di Lovecraft, Milano, Arnoldo Mondadori Editore, 1997.
- H. P. Lovecraft, Lettere dall'altrove. Epistolario 1915-1937, Milano, Arnoldo Mondadori Editore, 1993.
- AA.VV. Dalla Terra alle stelle - Tre secoli di fantascienza e utopie italiane, Biblioteca di via Senato Edizioni, 2005, ISBN 88-87945-75-6
- Racconti fantastici del '900, Oscar grandi classici, Mondadori, Milano 2009.
- C. S. Lewis, Le cronache di Narnia, Mondadori 2011.
- H. P. Lovecraft, Tutti i racconti (volume unico di 1614 pag.), Oscar Mondadori Classici Moderni, Milano, Arnoldo Mondadori Editore, 2015.
- Sergio Bissoli, Il paese stregato Edizioni Hypnos, 2012